# Rozhovory od krbu

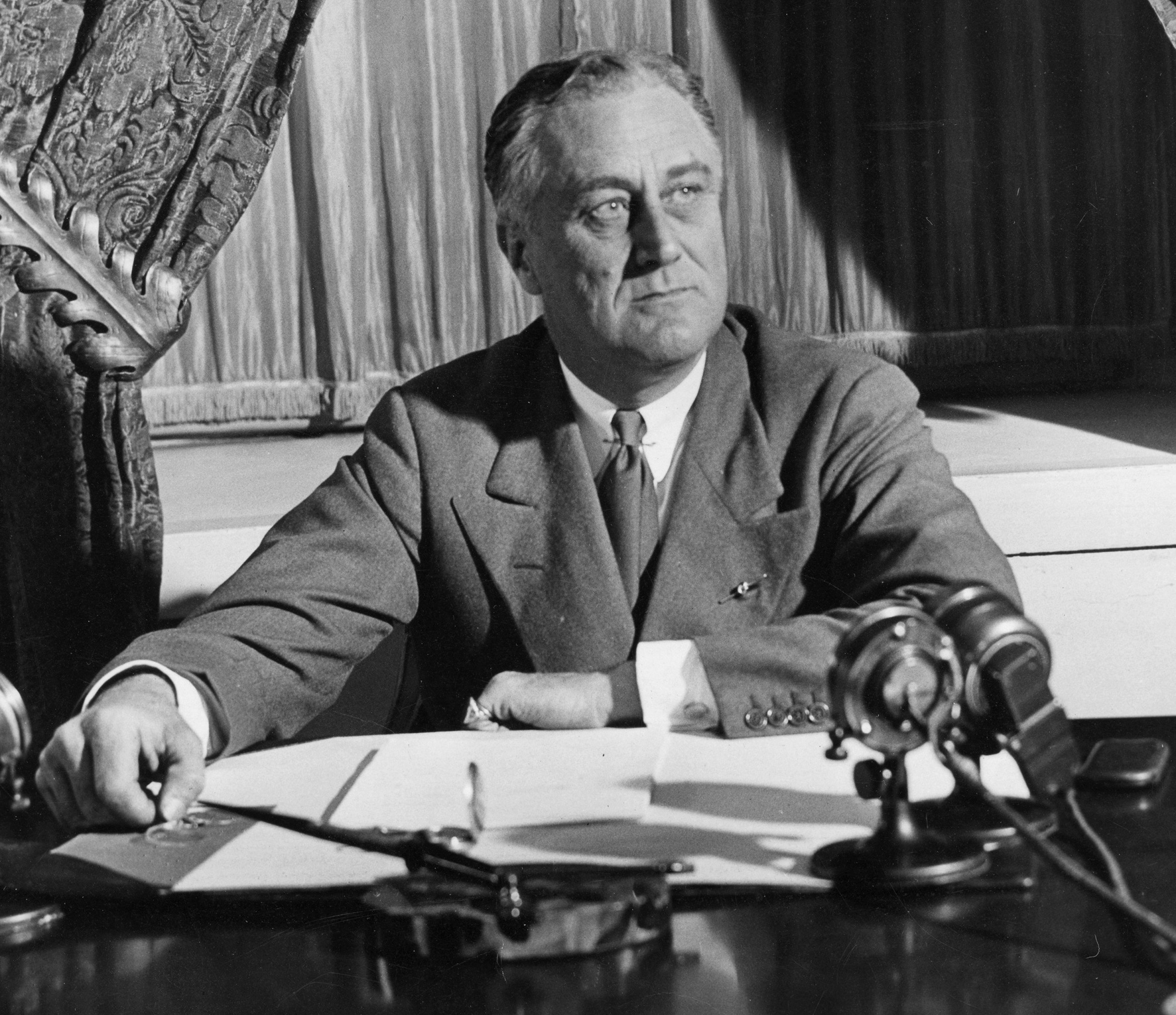
F. D. Roosevelt po jednom ze svých rozhovorů od krbu

Rozhovory od krbu (anglicky: Fireside chats) byla série třiceti pravidelných večerních rozhlasových vysílání amerického prezidenta Franklina Delano Roosevelta v letech 1933 až 1934, v nichž občanům Spojených států vysvětloval svou politiku. Kromě výše uvedeného byl jejich cílem též kontakt s občany a získání jejich důvěry. Počátek těchto Rooseveltových neformálních projevů se datuje k 12. březnu 1933 do dob Velké hospodářské krize. Svojí délkou byly relativně krátké a trvaly od patnácti do čtyřiceti pěti minut. Zvláštní důraz byl kladen na to, aby jim porozuměli i méně vzdělaní Američané, a proto zhruba 80 procent slov použitých v projevu patřilo do 1000 nejpoužívanějších anglických slov.